# Antylopowiec modry
Antylopowiec modry, dawniej: antylopa modra (Hippotragus leucophaeus) – gatunek wymarłego ssaka z rodziny wołowatych, żyjącego w Afryce Południowej do końca XVIII wieku. Należał do tego samego rodzaju, co antylopowiec koński i antylopowiec szablorogi, ale był mniejszy. Czasem uznaje się go za podgatunek antylopowca końskiego, ale badania genetyczne potwierdziły odrębność gatunkową antylopowca modrego.
Największy okaz ma wysokość 119 cm w kłębie. Jego rogi mierzone wzdłuż krzywizny mają 56,5 cm długości. Futro ma jednolitą barwę niebieskawoszarą z bladobiaławym brzuchem. Brązowe czoło jest ciemniejsze od twarzy. Grzywa wykształcona była słabiej niż u antylopowców końskiego i szablorogiego. Krótsze uszy kończyły się bardziej tępo, bez czerni. Miał też ciemniejszy pęczek włosów na ogonie oraz mniejsze zęby. Brakowało mu kontrastującego wzoru czerni i bieli obserwowanego na głowach jego krewniaków. Żywił się niską roślinnością zielną. Być może cielił się podczas opadów deszczu, kiedy dostępność traw osiągała szczyt. Kiedy Europejczycy pojawili się na Półwyspie Przylądkowym występował tylko w południowo-zachodniej jego części, ale dowody kopalne i rysunki naskalne wskazują na niegdysiejszy większy zasięg.
Europejczycy napotkali antylopowca modrego w XVII wieku. Był już wtedy rzadkością, być może z powodu redukcji zasięgu preferowanych przezeń siedlisk trawiastych do 4300 km², głównie wzdłuż południowych wybrzeży Afryki Południowej. Zmiany poziomu mórz we wczesnym holocenie również mogły się przyczynić do spadku liczebności populacji tego ssaka.
Pierwsza wzmianka o tym zwierzęciu pochodzi z 1681. Kiedy jeszcze istniało, powstało kilka opisów. Nieliczne osiemnastowieczne ilustracje wydają się bazować na okazach spreparowanych. Jako obiekt polowań europejskich osadników antylopowiec modry wyginął około 1800. Czyni to antylopowca modrego pierwszym dużym afrykańskim ssakiem, który wyginął w czasach historycznych. Później jego los podzieliła zebra kwagga. Pozostały jedynie cztery zachowane okazy w muzeach w Lejdzie, Sztokholmie, Wiedniu i Paryżu, ponadto czaszki i rogi.

## Systematyka i etymologia
W 1776 niemiecki zoolog Peter Simon Pallas dokonał formalnego opisu gatunku jako Antilope leucophaeus. W 1853 holenderski zoolog Coenraad Jacob Temminck ustanowił okazem typowym skórę dorosłego samca, obecnie przechowywaną w Muzeum Historii Naturalnej w Lejdzie (wcześniej Rijksmuseum van Natuurlijke Historie), zebraną w Swellendam i obecną w Haarlemie przed 1776. Zakwestionowano, czy rzeczywiście jest to okaz typowy, ale w 1969 holenderscy zoolodzy Antonius M. Husson i Lipke Holthuis wybrali go na lektotyp serii syntypów, jako że Pallas mógł opierać się w swym opisie na wielu okazach.
W 1846 szwedzki zoolog Carl Jakob Sundevall przeniósł gatunek i jego najbliższych krewnych do rodzaju Hippotragus; pierwotnie ukuł tę nazwę dla H. equinus w 1845. Rewizja ta została powszechnie zaakceptowana przez innych autorów, jak brytyjscy zoolodzy Philip Sclater i Oldfield Thomas, którzy ograniczyli rodzaj Antilope do A. cervicapra w 1899. W 1914 nazwa Hippotragus została objęta ochroną (wobec czego starsze, nieużywane nazwy rodzaju zostały wstrzymane) przez International Commission on Zoological Nomenclature (ICZN), a opisywany tu gatunek uznano za typowy. Jednak pierwotny opis rodzaju z 1845 z Hippotragus equinus jako jedynym gatunkiem został przeoczony i wstrzymanie przez ICZN doprowadziło do pewnego zamieszania w taksonomii. W 2001 brytyjski ekolog Peter J. Grubb uznał, że ICZN powinna odwołać wstrzymanie nazwy z 1845 i uznać H. equinus gatunkiem typowym rodzaju Hippotragus, tym bardziej że niewiele wiadomo o H. leucophaeus i nie stanowiłby on wiarygodnego gatunku typowego, co doczekało się komisyjnej akceptacji w 2003.
Zgodnie z książką niemieckiego zoologa Erny Mohra z 1967 opis Przylądka Dobrej Nadziei z 1719 opublikowany przez przyrodnika nazwiskiem Peter Kolbe wydaje się zawierać pierwszą wzmiankę na temat antylopowca modrego. Kolbe zamieścił także ilustrację, która wedle Mohra opierała się na pamięci i notatkach. W 1975 Husson i Holthuis zbadali oryginalne holenderskie wydanie książki Kolbego, dochodząc do wniosku, że ilustracja nie przedstawia H. leucophaeus, a raczej kudu wielkie (Tragelaphus strepsiceros), a błąd spowodowany był błędnym tłumaczeniem na niemiecki. Pierwszą opublikowaną ilustrację antylopowca modrego stanowi więc rysunek rogu z 1764. Zauważono również, że zwierzę wymieniono wcześniej pod nazwą „blaue Böcke” na liście ssaków Afryki Południowej w 1681.

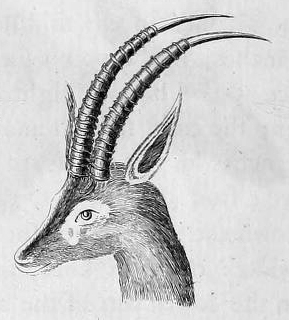
Głowa wedle Pennanta, 1771, druga opublikowana ilustracja tego gatunku

Walijski przyrodnik Thomas Pennant sporządził następną opublikowaną ilustrację wraz z jej opisem, nazywając zwierzę „niebieską kozą” w swym wydanym w 1771 Synopsis of Quadrupeds. Opierał się na skórze z Przylądka Dobrej Nadziei, wypożyczonej z Amsterdamu. W 1778 rysunek autorstwa szwajcarsko-holenderskiego filozofa przyrody Allamanda zamieszczono w Histoire Naturelle autorstwa Comte de Buffona. Zwierzę określono tam słowem tzeiran, syberyjską nazwą gazeli czarnoogonowej (Gazella subgutturosa). Powszechnie przyjmuje się, że ilustracja bazuje na okazie z Lejdy. Jest to pierwsze przedstawienie całego zwierzęcia tego gatunku . Inny zapis odnośnie do tego gatunku pojawia się we wspomnieniach z podróży francuskiego odkrywcy François Levaillanta, opublikowanych w latach osiemdziesiątych XVIII wieku. Opisał w nich swoje poszukiwania lądu leżącego na wschód od Przylądka Dobrej Nadziei, zwanej Hottentots-Holland. Niemiecki zoolog Martin Lichtenstein napisał o tym ssaku w 1812 i gatunek wymieniano rzadziej w kolejnych publikacjach.
Do czasów współczesnych przetrwały cztery stojące skóry: dorosły samiec w Lejdzie, młoda samica w Muzeum Zoologicznym w Sztokholmie, dorosła samica w Naturhistorisches Museum (Muzeum Historii Naturalnej w Wiedniu) oraz dorosły samiec w Muzeum Historii Naturalnej w Paryżu. Kolejny przetrzymywany był w Muzeum Zoologicznym w Uppsali do XIX wieku, ale do dzisiaj pozostały z niego jedynie rogi. Istnieją też zapisy dotyczące skóry w Haarlemie, jednak jej obecne miejsce pobytu nie jest znane. Kilka tych skór zostało zidentyfikowanych na różnych osiemnastowiecznych ilustracjach. Czaszka samicy wchodzi w skład zbiorów Hunterian Museum and Art Gallery oraz Muzeum Zoologicznego w Amsterdamie, choć sugerowano, że okaz Hunterian Museum należy do H. niger. Para rogów należy do Muzeum Historii Naturalnej w Londynie oraz do Iziko South African Museum. Pozostałości szkieletu znaleziono wśród znalezisk archeologicznych i paleontologicznych.
Nazwy anglojęzyczne „bluebuck” i „blue antelope” pochodzą od afrykanerskiego „blaubok”. Nazwa ta stanowi złożenie blauw i bok („samiec antylopy”, „samiec kozy”). Warianty tej nazwy to „blaawwbok” i „blawebock”. Z kolei nazwa rodzajowa Hippotragus wywodzi się z greki i oznacza „konia-kozę” (ίππος íppos „koń”; τραγος tragos „koza”). Z kolei epitet gatunkowy leucophaeus pochodzi od greckiego słowa λευκοφαιος leukophaios „biało-szary, koloru popiołu” (λευκος leukos „biały” i φαιος phaios „szary, ciemny”).
We wcześniejszej polskiej literaturze zoologicznej dla określenia gatunku używana była nazwa zwyczajowa antylopa modra. W wydanej w 2015 roku przez Muzeum i Instytut Zoologii Polskiej Akademii Nauk publikacji „Polskie nazewnictwo ssaków świata” zwężono stosowanie nazwy „antylopa” wyłącznie dla wołowatych z rodzaju Antilope, a określenia „antylopy” dla podrodziny Antilopinae. W konsekwencji gatunkowi Hippotragus leucophaeus nadano oznaczenie antylopowiec modry.

### Ewolucja

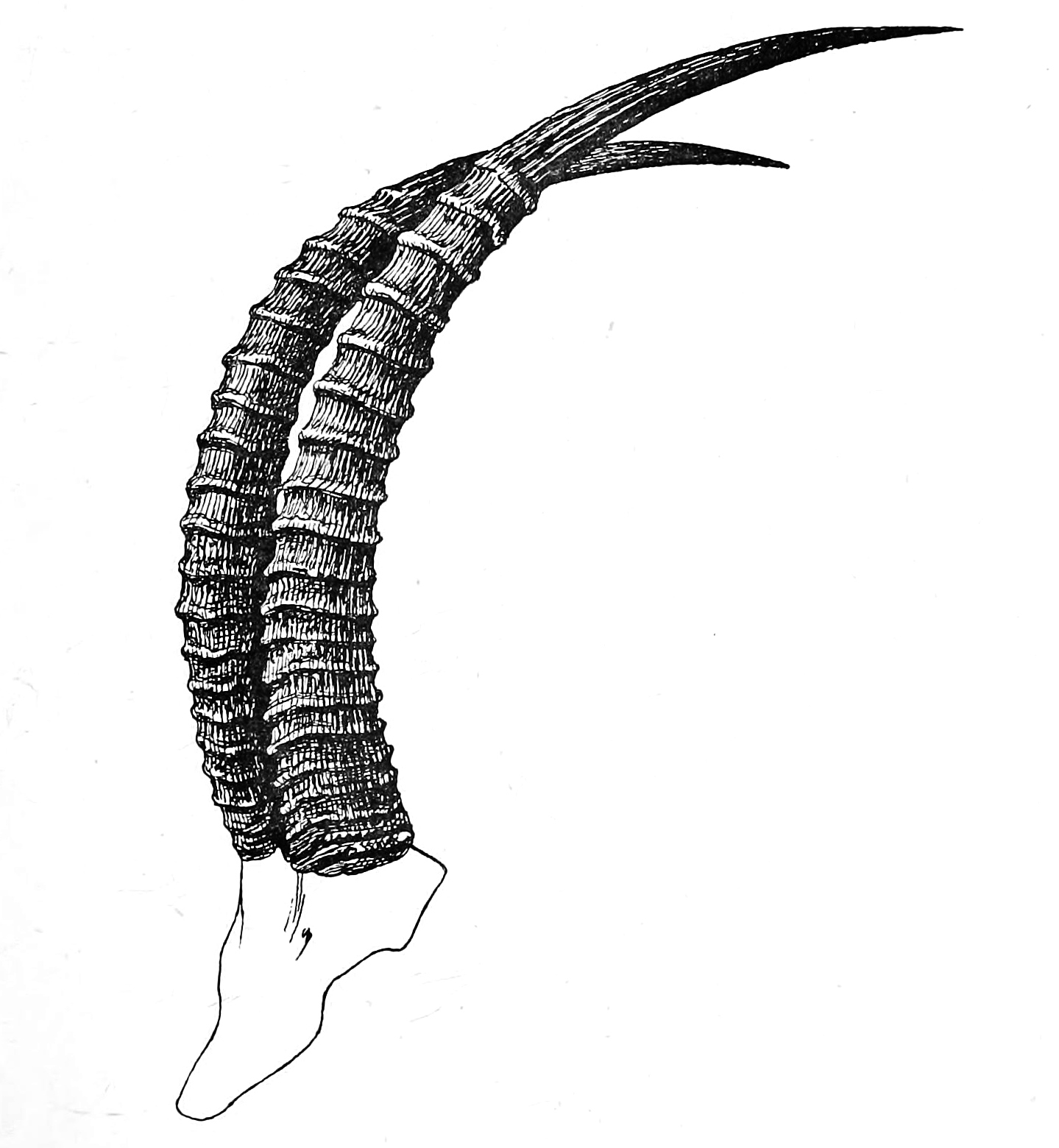
Rogi z Muzeum Historii Naturalnej w Londynie

Bazujące na morfologii historyczne klasyfikacje uznawały to zwierzę za gatunek bądź podgatunek antylopowca końskiego. Po wyginięciu niektórzy dziewiętnastowieczni przyrodnicy zaczęli podważać status gatunku. Niektórzy uznawali okazy muzealne za małe bądź niedojrzałe antylopowce końskie i oba gatunki określił jedną nazwą A. leucophaeus angielski zoolog George Robert Gray w 1821. Austriacki zoolog Franz Friedrich Kohl zauważył odrębności antylopowca modrego w 1866, poszli za nim Sclater i Thomas, którzy odrzucili synonimiczność w 1899.
W 1974 amerykański biolog Richard G. Klein w oparciu o skamieniałości wykazał, że antylopowce modry i koński występowały sympatrycznie na przybrzeżnych równinach południowego zachodu Kraju Przylądkowego od Oakhurst do Uniondale we wczesnym holocenie, co wspiera pogląd o statusie dwóch niezależnych gatunków. W 1996 badanie mtDNA wyekstrahowanego z okazu wiedeńskiego usytuowało antylopowca modrego poza kladem tworzonym przez antylopowce końskiego i szablorogiego. Badanie potwierdziło, że antylopowiec modry to osobny gatunek, a nie jedynie podgatunek antylopowca końskiego, jak podejrzewano. Badanie z 1996 obrazuje następujący kladogram:
|  | Damaliscus pygargus phillipsi |
|  |                               |
|  | Damaliscus pygargus pygarus   |
|  |                               |

|  | H. leucophaeus                                          |
|  |                                                         |
|  | \| \| H. equinus \| \| \| \| \| \| H. niger \| \| \| \| |
|  |                                                         |
|  | H. equinus                                              |
|  |                                                         |
|  | H. niger                                                |
|  |                                                         |

|  | H. equinus |
|  |            |
|  | H. niger   |
|  |            |

|  | Damaliscus pygargus phillipsi |
|  |                               |
|  | Damaliscus pygargus pygarus   |
|  |                               |

|  | H. leucophaeus                                          |
|  |                                                         |
|  | \| \| H. equinus \| \| \| \| \| \| H. niger \| \| \| \| |
|  |                                                         |
|  | H. equinus                                              |
|  |                                                         |
|  | H. niger                                                |
|  |                                                         |

|  | H. equinus |
|  |            |
|  | H. niger   |
|  |            |

## Budowa

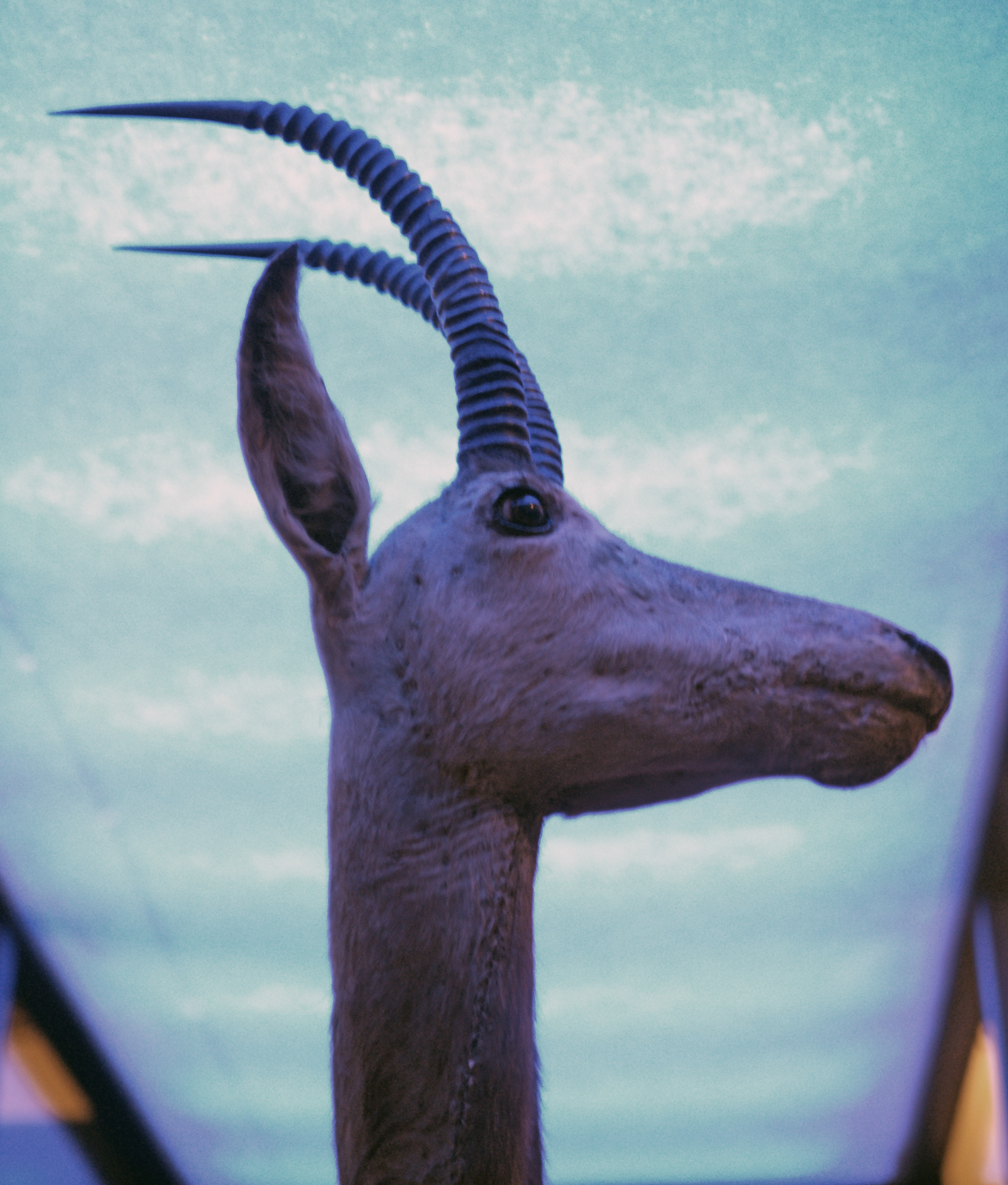
Głowa okazu wiedeńskiego

Dorosły samiec antylopowca modrego z Lejdy mierzy 119 cm w kłębie, jest to prawdopodobnie największy okaz tego gatunku. Wedle Sclatera i Thomasa najwyższy jest jednak okaz z Paryża, samiec mierzący 110 cm. Z drugiej strony okaz z Wiednia jest najniższy, będąc mierzącą 100 cm samicą. Antylopowiec modry był zauważalnie mniejszy od antylopowców końskiego czy szablorogiego, co czyni go najmniejszym przedstawicielem swego rodzaju.
Sierść antylopowca modrego przybierała jednolitą barwę niebieskawoszarą, z bladym, białawym brzuchem, niekontrastującym z bokami. Kończyny zdobiła słabo wyrażona ciemna linia biegnąca na przedzie. Brązowe czoło było ciemniejsze od twarzy. Górna warga i plama przed oczami był jaśniejsze od reszty ciała. Grzywa kierowała się do przodu, rozwijała się słabiej niż u antylopowca końskiego czy szablorogiego. Na podgardlu nie było jej w ogóle. Inne różnice pomiędzy antylopowcem modrym a jego współczesnymi krewnymi obejmują krótsze i bardziej tępo zakończone uszy bez czerni na koniuszkach, ciemniejszą kępę włosów wieńczącą ogon (nieznacznie ciemniejszą od ogólnej barwy zwierzęcia) i mniejsze zęby. Antylopowiec modry nie miał też kontrastującego czarno-białego wzoru obserwowanego na głowach jego krewnych.
Jako że stare skóry prawdopodobnie zmatowiały, zrekonstruowanie oryginalnego ubarwienia antylopowca modrego za życia może być trudne. Pennant zaobserwował, że oczy i plamy poniżej ich oraz brzuch były białe. U żywych osobników sierść była subtelnej barwy niebieskiej, ale po śmierci zmieniała się na niebieskawoszarą, z mieszanką bieli. Autor ten zasugerował też, że długość włosów antylopowca modrego i morfologia jego rogów wiązała go z antylopami i kozami. Opisał uszy jako zaostrzone, mierzące ponad 9 cali (22,5 cm) długości, ogon zaś na 7 cali (17,5 cm), kończący się sześciocalową (15 cm) kępką włosów.

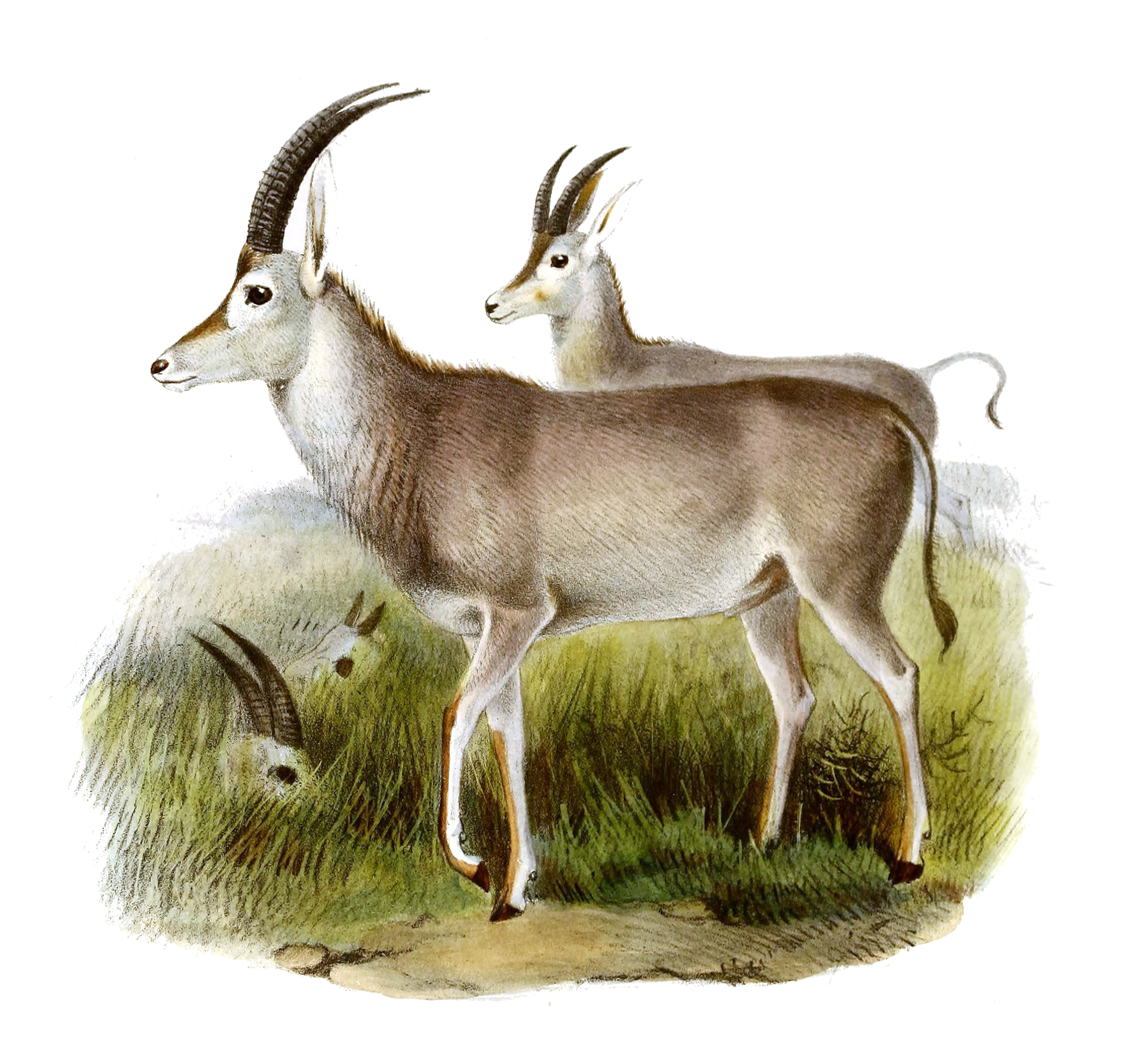
Ilustracja samca i samicy (w tle) Smita i Wolfa sprzed 1899. Rysunek bazuje na okazie paryskim, grzywa oddana została być może jako zbyt długa

Rogi antylopowca modrego były znacznie krótsze i cieńsze od noszonych przez antylopowca końskiego, jednak proporcjonalnie były dłuższe. Rogi okazu z Lejdy mierzone wzdłuż krzywizny mają 56,5 cm długości. Rogi okazu z Hunterian mają rozstaw 9,8 cm, ich długość mierzona wzdłuż krzywizny to 51 cm, a obwód mierzony u podstawy – 15 cm. Pennant określił długość rogów 51 cm. Dodał, że rogi, ostre i zakrzywione do tyłu, składały się z 20 pierścieni. Opis ten zgadza się z rogami z Hunterian Museum. Czaszka z tego muzeum ma 39,6 cm długości. Rogi antylopowca modrego wydają się cechować wydrążonymi możdżeniami.

## Zachowanie i ekologia
Wedle Kleina antylopowiec modry wyginął, zanim kwalifikowani naukowcy mogli poczynić obserwacje żyjących osobników. Zgodnie z zapiskami historycznymi zwierzę to żyło w grupach liczących do 20 sztuk. Podobieństwa do antylopowców szablorogiego i końskiego w zakresie morfologii uzębienia uprawdopodabniają tezę traktującą antylopowca modrego jako selektywnego roślinożercę pasącego się na nisko rosnącej roślinności, głównie na trawach. Rząd przedtrzonowców był dłuższy niż u innych antylopowców, co wskazuje na obecność dwuliściennych w jego diecie. Badanie z 2013 autorstwa australijskiego paleontologa J. Tylera Faitha i współpracowników wskazało na ubóstwo dowodów morfologicznych przemawiających za możliwością przetrwania przez antylopowca modrego lata na zachodnim brzegu Państwa Przylądkowego, gdzie trawy nie są ani strawne, ani odżywcze. Wskazuje to na migracje w kierunku wschód-zachód, ponieważ na wschodnim krańcu deszcze padają cały rok, podczas gdy na zachodzie ograniczają się do zimy.
Osiemnastowieczne doniesienie sugeruje, że samice mogły swe nowo narodzone młode zostawiać w izolacji, regularnie powracając do nich, by karmić je mlekiem, nim cielęta dorosły do tego, by móc stać się członkami stada. Podobnie wygląda to u antylopowców szablorogiego i końskiego. Jak u innych wołowatych żywiących się nisko rosnącą roślinnością antylopowiec modry mógł cielić się głównie w czasie opadów deszczu, kiedy dostępność traw osiągała szczyt. Odpowiednie miejsca leżą na zachodnim brzegu Państwa Przylądkowego w zimie oraz na jego wschodnim krańcu w lecie. Faith et al. (2013) odkryli, że obecność osobników młodocianych wśród skamielin antylopowca modrego obniża się liniowo z zachodu na wschód. Wskazuje to na zachód Państwa Przylądkowego jako na miejsce większości narodzin. W związku z opadami deszczu można dalej przypuścić, że większość porodów odbywała się zimą, kiedy pada większość deszczu na zachodzie Państwa Przylądkowego. Coroczne migracje z zachodu na wschód odbywały się latem, wtedy większa liczba młodych dorosłych dołączała do stad. Skamieniałości osobników młodocianych znajduje się także w innych miejscach w obrębie dawnego zasięgu występowania gatunku, wydają się one jednak koncentrować na zachodzie Państwa Przylądkowego.

## Rozmieszczenie geograficzne i siedlisko

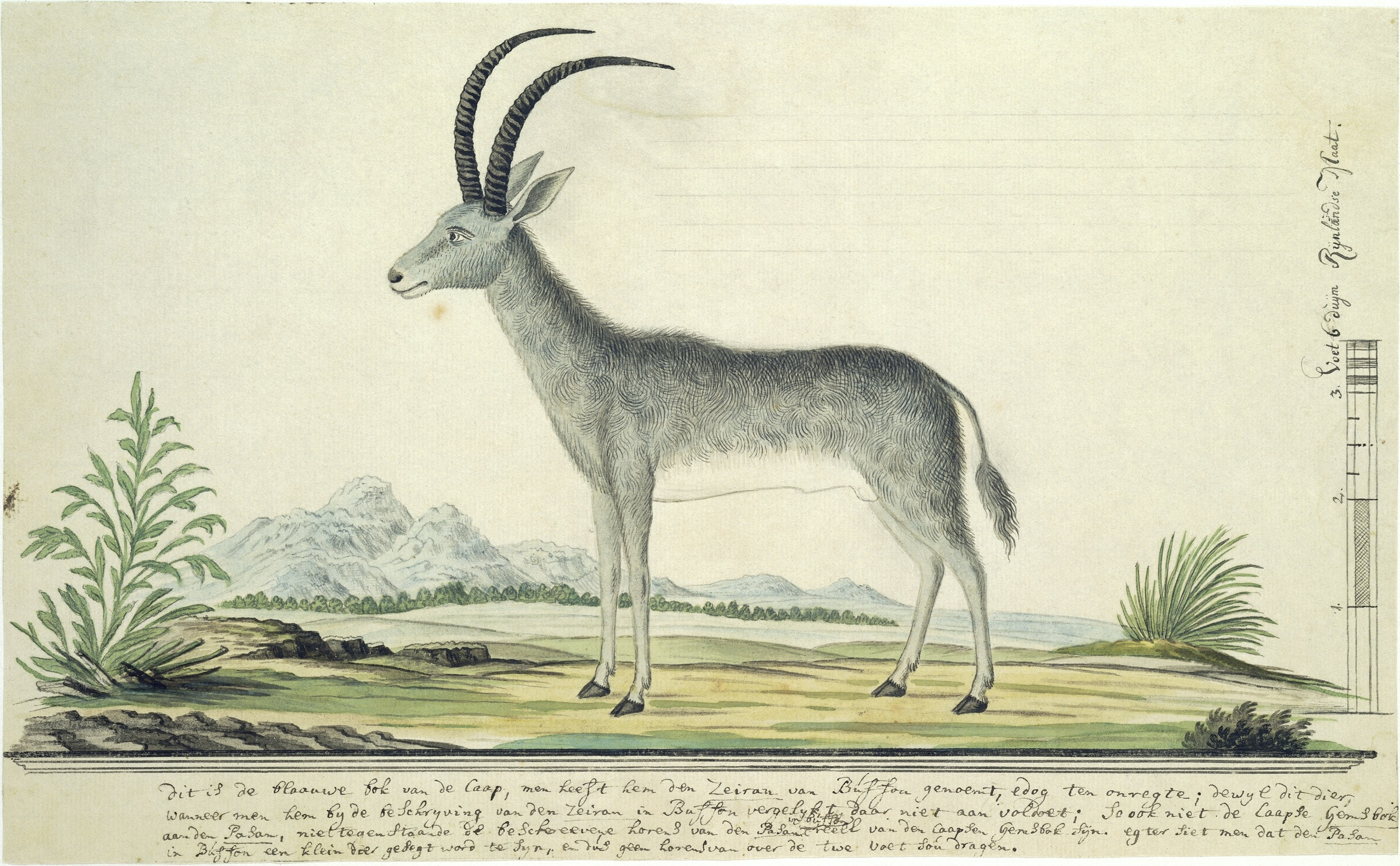
Pochodząca z końca pierwszej dekady XVIII wieku ilustracja autorstwa Gordona, może przedstawiać okaz z Paryża

Endemit Afryki Południowej, ograniczał swój zasięg występowania do południowego zachodu Półwyspu Przylądkowego. W 2003 oszacowano jego historyczny zasięg występowania na 4300 km², głównie na południowym wybrzeżu Afryki Południowej. Skamieliny odkrywano jednak na większym obszarze, obejmującym południowe i zachodnie Państwo Przylądkowe, a nawet wzgórza Lesotho. Historyczne doniesienia pozwalają na oszacowanie zasięgu jedynie w przybliżeniu. 20 stycznia 1774 szwedzki przyrodnik Carl Peter Thunberg odnotował obserwację w Tigerhoek (Mpumalanga). W marcu bądź kwietniu 1783 Levaillant umiejscawiał obserwację dwóch okazów w Soetemelksvlei (Prowincja Przylądkowa Zachodnia). Bazując na tych doniesieniach, badanie opublikowane w 2009 przez południowoafrykańskiego zoologa Grahama I.H. Kerleya i współpracowników przewiduje, że zasięg występowania antylopowca modrego ograniczał się do trójkątnego obszaru w Prowincji Przylądkowej Zachodniej, między Caledon na zachodzie, Swellendam na północnym wschodzie oraz Bredasdorp na południu. Rysunki naskalne w dolinie rzeki Caledon w Wolnym Państwie na wschodzie RPA zidentyfikowano jako antylopowce modre, co również potwierdza szerszy zasięg występowania gatunku.

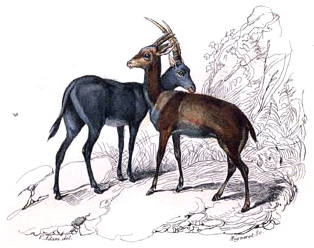
Ilustracja antylopowca modrego i koziołka skalnego z 1851

W 1974 Klein przebadał skamieniałości gatunków antylopowca z Afryki Południowej. Większość z nich reprezentowało antylopowce modrego i końskiego. Zapis kopalny sugeruje, że antylopowiec modry występował w dużej liczebności w czasie ostatniego zlodowacenia, około 0,1 miliona lat temu, że był bardziej pospolity od sympatrycznych antylop. Antylopowiec modry mógł adaptować się do bardziej otwartych siedlisk, niż antylopowiec koński, co stanowi istotną różnicę pomiędzy tymi gatunkami. Skamieliny antylopowca modrego znajdowano w jaskiniach Klasies River Caves, Nelson Bay oraz Swartklip na zachodzie gór Hottentots-Holland. Faith et al. w 2013 zauważyli, że zachodnia i wschodnia część Państwa Przylądkowego rozdzielały bariery biogeograficzne, jak Góry Przylądkowe czy lasy afromontane. Badanie z 2011 sugeruje, że niski poziom morza ułatwiał migracje dużych saków. W związku z tym podniesienie się poziomu morza z początkiem holocenu doprowadziło do fragmentacji populacji antylopowca modrego i oddaliło wiele z populacji od zachodniego wybrzeża. Skamieliny datowane na ten czas należą do rzadkości na zachodnim wybrzeżu, odkryto je natomiast na południowym wybrzeżu. Mogło mieć miejsce masowe wymieranie, które pozostawiło populacje głównie na bogatym w zasoby zachodnim Państwie Przylądkowym. Przyczyny znacznego spadku liczebności w populacjach antylopowca modrego niedługo przed przybyciem Europejczyków nie zostały zbadane. Głównymi przyczynami uszczuplenia pogłowia mogą okazać się konkurencja z trzodą hodowlaną i zniszczenie siedlisk.
Faith et al. (2013) zasugerowali dalej, że antylopowiec modry, żywiący się nisko rosnącą roślinnością, prawdopodobnie faworyzował tereny trawiaste. Hipotezę tę wspierają dowody kopalne: skamieliny antylopowców modrych pojawiają się w znacznej liczbie razem z pozostałościami wołowatych terenów trawiastych. Kerley et al. w 2009 zasugerowali, że antylopowiec modry zaglądał na tereny trawiaste, unikając lasów i zarośli. W badaniu skamieniałości z Prowincji Przylądkowej Zachodniej opublikowanym w 1976 Klein zauważył, że preferencje siedliskowe antylopowca modrego przypominały preferencje bawoła afrykańskiego czy ridboka.

## Wymarcie

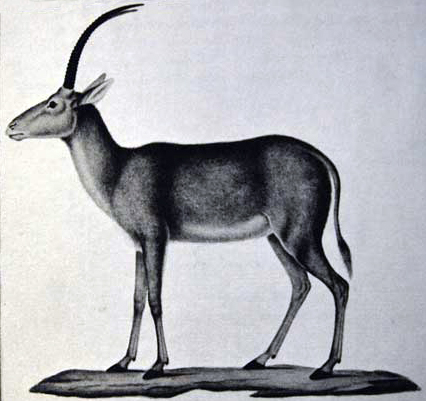
Rysunek okazu z Lejdy, Levaillant, 1781

Z powodu niewielkiego zasięgu występowania antylopowca modrego w czasie osadnictwa Europejczyków w Kraju Przylądkowym w wiekach XVII i XVIII w porównaniu ze znacznie większym obszarem, z którego pochodzą znaleziska kopalne, uważa się, że liczebność gatunku już wcześniej spadała. Antylopowiec modry był jedynym przedstawicielem swego rodzaju w tym regionie przed 70000–35000 lat, ale przed około 11000 lat dominować zaczął antylopowiec koński, co mogło współistnieć z zamianą siedlisk trawiastych na, przykładowo, busz bądź las. Zmniejszały się siedliska trawiaste, które preferowały antylopowce modre. Zmiany poziomu morza we wczesnym holocenie również mogły odgrywać rolę w spadku liczebności gatunku. W efekcie tylko populacje południowe przetrwały do czasów historycznych
Europejscy osadnicy polowali na antylopowce modre aż do ich wyginięcia. W 1774 Thunberg zauważył, że zwierzę staje się coraz rzadsze. Niemiecki biolog Hinrich Lichtenstein twierdził, że ostatni antylopowiec modry został zastrzelony w 1799 lub 1800. Czyni go to pierwszym dużym ssakiem afrykańskim, którego wymarcie odnotowano w czasach historycznych Wyprzedził on zebrę kwaggę, która wymarła w 1883. Przed czasem wyginięcia antylopowiec modry pojawił się na terenach dzisiejszego regionu Overberg w Zachodniej Prowincji Przylądkowej, prawdopodobnie zbierał się w Swellendam. W 1990 południowoafrykański zoolog Brian D. Colohan argumentował, że świadkowie z 1853, 50 lat po zastrzeleniu ostatniego antylopowca modrego w Swellendam, podający bastard gemsbok (oryks południowy) w okolicy Bethlehem, w rzeczywistości widzieli antylopowca modrego. IUCN przyjmuje datę wymarcia za Lichtensteinem.

## W kulturze
Przedstawiające antylopwoca modrego rysunki naskalne z doliny rzeki Caledon przypisywano buszmenom. Widać nań 6 kopytnych stojących naprzeciw człowieka. Inspirację stanowił prawdopodobnie trans szamana. Rysunek może przedstawiać buszmena wizytującego przez tunel świat duchowy. Buszmeni mogli wierzyć, że antylopowiec modry posiada nadnaturalne moce, jak inne zwierzęta ich środowiska. Zwierzęta na rysunku przypominają proporcjami ridboka, ale duże uszy, rogi i brak grzywy wykluczają gatunki inne niż antylopowiec modry.
Południowoafrykańska bajka The Story of the Hare (co oznacza opowieść o zającu) wymienia antylopowca modrego pod nazwą inputi. Wśród innych zwierząt wyznaczony jest do pilnowania kraala.
Antylopowca modrego wymienia także francuski powieściopisarz Jules Verne w powieści Pięć tygodni w balonie (1863). Opisuje on go jako wspaniałe zwierzę bladoniebieskawego koloru cieniowanego szarością, z brzuchem i spodnią stroną kończyn białymi jak śnieg.